# Haras de Kisbér
Le haras de Kisbér est un haras hongrois situé à Kisbér, créé en 1853 avec une base de chevaux Pur-sang et demi-sang. Il est à l'origine de la sélection d'une race de chevaux à laquelle il a donné son nom, le Kisber Felver. Il ferme en 1986.

## Histoire
L'existence de ce haras découle de la révolution de 1848 ; le haras est alors confisqué par l'Autriche et son propriétaire, le comte Kasimir Batthyany, est exécuté, ses biens devenant la propriété de l'État hongrois. 
Franz von Ritter remet les bâtiments en état. Le haras de Kisbér ouvre en 1853 ou 1854 sous le statut de haras royal, et comprend plus de 6 000 hectares de terres
. Dès l'origine, il n'élève que le cheval Pur-sang et demi-sang, notamment issu de croisements avec le Trotteur Norfolk.
En 1894, il compte environ 600 animaux.
En 1961, Kisbér est intégré au combinat agricole de Bábolna et redevient un haras de Pur-sang. Les chevaux de sport sont transférés dans les haras de Sárvár et de Sütveny. À partir de 1986, l'élevage de l'ancienne race se poursuit à petite échelle au haras de Pußtaberény (appartenant au domaine de Balatonfenyves). Il n'y a plus de chevaux à Kisbér.

## Description
Le domaine de Kisbér est très morcelé, car coupé par des propriétés privées, ce qui empêche de faire de longues promenades aux poulinières et aux poulains.

## Chevaux célèbres
Le cheval vainqueur du Grand prix de Paris et du derby anglais en 1876, nommé Kisber, est un fils de l'étalon Buccaner et de la jument Mineral, née dans ce haras,.
Le haras de Kisbér est aussi à l'origine de la sélection de la race de chevaux demi-sang du même nom, le Kisbér Felver
.